# لئو آرونس
لئو آرونس (آلمانی: Sozialdemokratische Partei Deutschlands؛ زاده ۱۵ فوریهٔ ۱۸۶۰ درگذشته ۱۰ اکتبر ۱۹۱۹) یک فیزیک‌دان، مخترع و سیاستمدار اهل آلمان بود.